# Altos (Brazilië)
Altos is een gemeente in de Braziliaanse deelstaat Piauí. De gemeente telt 39.735 inwoners (schatting 2009).